# 吉田永昊
吉田 永昊（よしだ えいこう、1982年7月19日 - ）は、日本のラグビー選手。

## プロフィール
- 埼玉県さいたま市出身。
- ポジションはプロップ(PR)。
- 身長 182cm、体重 105kg
- 関西代表に選ばれたことがある[1]。

## 略歴
2001年、法政一高校卒業後、法政大学に入る。
2005年、法政大学卒業後、神戸製鋼コベルコスティーラーズに加入。
2007年10月28日に行われたジャパンラグビートップリーグ第1節のNECグリーンロケッツ戦に先発出場で公式戦初出場を果たす。 
2014年、神戸製鋼コベルコスティーラーズを退団した